# 天全黄芩
天全黄芩（学名：Scutellaria tienchuanensis），为唇形科黄芩属下的一个种。

## 扩展阅读
維基物種上的相關：天全黄芩